# Halász Gábor (színművész)
Halász Gábor (Szeged, 1972. március 21.–) magyar színész, műsorvezető, közgazdász, Kiskutas polgármestere.  

## Élete
1997-ben szerzett színművész diplomát a Szegedi Nemzeti Színház nemzeti ösztöndíjasaként. Egyik alapítója a Szegedi Színkörnek. Több mint húsz színpadi szerepet játszott Szegeden.
Tévés karrierje 1998-ban indult be, amikor megkapta Hoffer Misi szerepét a Barátok közt című sorozatban. Hozzá köthető a magyar tévétörténelem első homoszexuális csókjelenete. A sorozatban 2002-ig játszott, ezt követően a Barátok köztből szintén frissen távozott kolléganőjével, Konta Barbarával közösen vezették a rivális TV2 Lazac című műsorát. Ugyanebben az évben szintén közösen adták ki az Ellenségek közt című kötetet, amiben a Barátok köztben eltöltött éveikről, tapasztalataikról beszéltek. 
2006-ban megválasztották Kiskutas polgármesterének, ezt a címet azóta is betölti. 2009-től ő vezette a Helikon Rádiót Nagykanizsán, Keszthelyen és Zalaegerszegen, majd 2019-től ő lett a Rádió 1 egyik vezetője (igaz, korábban kritizálta a Rádió 1 terjeszkedését). 2013-ig a hévízi Gróf I. Festetics György Művelődési Központ igazgatója volt.
2016-ban stroke-ot kapott, ami miatt újra kellett tanulnia beszélni és járni. 2022-ben Pázmány Péter Katolikus Egyetem kommunikáció- és médiatudomány szakán mesterdiplomát (MA) szerzett, 2024-ben pedig politikai marketing és kommunikációs szakértőként végzett a Corvinus Egyetemen.

## Tévéműsorok
- Lazac (2002–2004) (TV2) (Konta Barbarával közösen)

## Könyve
- Ellenségek közt (szerző: Vig György)